# Erasmus Schröter
Erasmus Schröter (* 1956 in Leipzig; † 18. April 2021 ebenda) war ein deutscher Fotograf.

## Leben
Schon in seiner Kindheit war Erasmus Schröter von den Fotografien seines Vaters umgeben, die dieser zu Hause entwickelte. Erasmus Schröter begann 1977 sein Studium der Fotografie an der Hochschule für Grafik und Buchkunst Leipzig (Diplom). Er sammelte Fotopostkarten, insgesamt etwa 5000 Stück.
Nach seiner Ausbürgerung aus der DDR im Jahr 1985 siedelte er nach Hamburg über und arbeitete für verschiedene Zeitschriften. 1997 kehrte er mit seiner Frau, der Malerin Annette Schröter, nach Leipzig zurück. Von 2005 bis 2006 berief ihn die Hochschule für Grafik und Buchkunst als Gastprofessor.
Schröter lebte und arbeitete bis zu seinem Tod in Leipzig.

## Einzelausstellungen
- 2019: Kunstsammlung Jena
- 2018: Museum der bildenden Künste Leipzig, zusammen mit seiner Frau
- 2012: Kontrapunkt. Lichtbilder, Museum der bildenden Künste Leipzig
- 2012: Im Mondschein – Fotografie und Sammlung aus der DDR, only photography, Berlin
- 2011: Escape from Colditz, Annette & Erasmus Schröter, departurelounge, London
- 2011: Licht und Schatten / mit Annette Schröter, Deutsche Botschaft, London
- 2010: Die Bunker, Galerie Rothamel, Frankfurt am Main
- 2009: Am Ufer – Fotografien im Museum Bautzen, anlässlich der Verleihung des Bautzener Kunstpreises 2009
- 2007: Patina, Galerie Kleindienst, Leipzig
- 2005: Hiding in Plain Sight, Stanley Picker Gallery Kingston, London
- 2005: Der verstellte Blick, Kunstgalerie Fürth, Fürth
- 2005: Männer, Frauen, Hunde, Galerie Villa Oppenheim, Berlin
- 2004: Glanz XL, Galerie Binz & Krämer, Köln
- 2004: Hiding in Plain Sight, Cube Gallery, Manchester
- 2004: Hiding in Plain Sight, Rugby Art Gallery and Museum, Rugby
- 2004: Schröters Welt, Künstlerhaus Bethanien, Berlin
- 2003: Die Komparsen, Kunstverein Marburg, Marburg
- 2003: Glanz, Städtische Galerie Bietigheim-Bissingen, Bietigheim-Bissingen
- 2002: Galerie Kleindienst, Leipzig
- 2002: Midland Art Center, Birmingham
- 2002: Städtisches Museum Zwickau, Zwickau
- 2002: UH Galleries, University of Hertfordshire
- 2002: Schröter + Schröter, Kunsthalle Erfurt, Erfurt
- 2002: DNA – Galerie, Berlin
- 2001: Goethe-Institut, Thessaloniki
- 2001: Kunstsammlung Tumulka, München
- 2001: Kunsthalle Gießen, Gießen

## Auszeichnungen
- 2009: Bautzener Kunstpreis 2009

## Publikationen
- 2020 CONTEST. Salzburg: FOTOHOF edition. ISBN 978-3-902993-77-9.